# Cat Daddy Games
Cat Daddy Games là nhà phát triển trò chơi điện tử của Mỹ và là studio 2K có trụ sở tại Kirkland, Washington. Hãng này do  Ryan Haveson, Harley Howe, và Patrick Wilkinson thành lập tại khu vực Seattle sau khi rời bộ phận game của Microsoft vào tháng 3 năm 1996. Trong thời gian làm việc tại Microsoft, họ đã biên soạn một danh sách các tính năng mà họ muốn thấy trong một trò chơi và khi thành lập Cat Daddy Games, họ bắt đầu phát triển tựa game hành động phiêu lưu mang tên Demon Isle. Vào quý 2 năm 2003, Cat Daddy Games được hãng Take-Two Interactive mua lại và trở thành studio phát triển nội bộ cho nhãn Global Star Software của Take-Two. Ngày 10 tháng 9 năm 2007, Take-Two Interactive thông báo khai trương 2K Play, một nhãn phụ mới dành cho bộ phận 2K của công ty này, nhãn hiệu này tiêu thụ tất cả tài sản của Global Star Software, bao gồm cả Cat Daddy Games.

## Game phát triển
| Năm  | Tên gọi                                                              | Hệ máy                 | Phát hành             | Chú thích               |
| ---- | -------------------------------------------------------------------- | ---------------------- | --------------------- | ----------------------- |
| 1999 | Full Strength Strongman Competition                                  | Microsoft Windows      | Head Games Publishing |                         |
| 2000 | Ski Resort Tycoon                                                    | Microsoft Windows      | Activision Value      |                         |
| 2001 | Golf Resort Tycoon                                                   | Microsoft Windows      | Activision Value      |                         |
| 2001 | Ski Resort Tycoon II                                                 | Microsoft Windows      | Activision Value      |                         |
| 2001 | Skateboard Park Tycoon                                               | Microsoft Windows      | Activision Value      |                         |
| 2002 | Casino Mogul                                                         | Microsoft Windows      | Monte Cristo          |                         |
| 2002 | Golf Resort Tycoon II                                                | Microsoft Windows      | Activision Value      |                         |
| 2002 | Snowboard Park Tycoon                                                | Microsoft Windows      | Activision Value      |                         |
| 2002 | The Gladiators of Rome                                               | Microsoft Windows      | Activision Value      |                         |
| 2003 | Cruise Ship Tycoon                                                   | Microsoft Windows      | Activision Value      |                         |
| 2003 | The History Channel: Civil War - Great Battles                       | Microsoft Windows      | Activision Value      |                         |
| 2004 | Medieval Conquest                                                    | Microsoft Windows      | Global Star Software  |                         |
| 2004 | Outdoor Life: Sportsman's Challenge                                  | Microsoft Windows      | Global Star Software  |                         |
| 2004 | School Tycoon                                                        | Microsoft Windows      | Global Star Software  |                         |
| 2004 | Ski Resort Extreme                                                   | Microsoft Windows      | Global Star Software  |                         |
| 2004 | Wildfire                                                             | Microsoft Windows      | Global Star Software  |                         |
| 2005 | American Civil War: Gettysburg                                       | Microsoft Windows      | Global Star Software  |                         |
| 2005 | Mall Tycoon 3                                                        | Microsoft Windows      | Global Star Software  |                         |
| 2006 | Deal or No Deal                                                      | Microsoft Windows      | Global Star Software  |                         |
| 2006 | SPLAT Magazine Renegade Paintball                                    | Microsoft Windows      | Global Star Software  |                         |
| 2006 | SPLAT Magazine Renegade Paintball                                    | Xbox                   | Global Star Software  |                         |
| 2007 | Carnival Games                                                       | Wii                    | Global Star Software  |                         |
| 2007 | Deal or No Deal: Secret Vault Games                                  | Microsoft Windows      | 2K Play               |                         |
| 2008 | Carnival Games: Mini Golf                                            | Wii                    | 2K Play               |                         |
| 2009 | Birthday Party Bash                                                  | Wii                    | 2K Play               |                         |
| 2009 | Ringling Bros. and Barnum & Bailey: Circus Friends – Asian Elephants | Nintendo DS            | 2K Play               |                         |
| 2009 | Ringling Bros. and Barnum & Bailey: The Greatest Show on Earth       | Wii                    | 2K Play               |                         |
| 2010 | New Carnival Games                                                   | Nintendo DS            | 2K Play               |                         |
| 2010 | New Carnival Games                                                   | Wii                    | 2K Play               |                         |
| 2011 | Let's Cheer!                                                         | Kinect                 | 2K Play               |                         |
| 2011 | Carnival Games: Wild West 3D                                         | Nintendo 3DS           | 2K Play               |                         |
| 2012 | Carnival Games: Monkey See, Monkey Do                                | Kinect                 | 2K Play               |                         |
| 2012 | Comedy Central's Indecision Game                                     | Android                | 2K Play               |                         |
| 2012 | Comedy Central's Indecision Game                                     | iOS                    | 2K Play               |                         |
| 2012 | GridBlock                                                            | Android                | 2K Play               |                         |
| 2012 | GridBlock                                                            | iOS                    | 2K Play               |                         |
| 2012 | Herd, Herd, Herd                                                     |                        | 2K Play               |                         |
| 2012 | House Pest featuring Fiasco the Cat                                  | Android                | 2K Play               |                         |
| 2012 | House Pest featuring Fiasco the Cat                                  | Fire OS                | 2K Play               |                         |
| 2012 | House Pest featuring Fiasco the Cat                                  | iOS                    | 2K Play               |                         |
| 2013 | Beejumbled                                                           | Android                | 2K Play               |                         |
| 2013 | Beejumbled                                                           | iOS                    | 2K Play               |                         |
| 2013 | Herd, Herd, Herd                                                     | Android                | 2K Play               |                         |
| 2013 | Herd, Herd, Herd                                                     | Fire OS                | 2K Play               |                         |
| 2013 | MyNBA2K14                                                            | Android                | 2K Sports             |                         |
| 2013 | MyNBA2K14                                                            | Fire OS                | 2K Sports             |                         |
| 2013 | MyNBA2K14                                                            | iOS                    | 2K Sports             |                         |
| 2013 | Sensei Wars                                                          | Android                | 2K Play               |                         |
| 2013 | Sensei Wars                                                          | iOS                    | 2K Play               |                         |
| 2013 | Turd Birds                                                           | Android                | 2K Play               |                         |
| 2013 | Turd Birds                                                           | iOS                    | 2K Play               |                         |
| 2014 | MyNBA2K15                                                            | Android                | 2K Sports             |                         |
| 2014 | MyNBA2K15                                                            | iOS                    | 2K Sports             |                         |
| 2014 | WWE SuperCard                                                        | Android                | 2K Sports             |                         |
| 2014 | WWE SuperCard                                                        | Fire OS                | 2K Sports             |                         |
| 2014 | WWE SuperCard                                                        | iOS                    | 2K Sports             |                         |
| 2015 | Evolve: Hunter's Quest                                               | Android                | 2K Games              |                         |
| 2015 | Evolve: Hunter's Quest                                               | iOS                    | 2K Games              |                         |
| 2015 | Evolve: Hunter's Quest                                               | Microsoft Windows Apps | 2K Games              |                         |
| 2015 | Evolve: Hunter's Quest                                               | Windows Phone          | 2K Games              |                         |
| 2015 | MyNBA2K16                                                            | Android                | 2K Sports             |                         |
| 2015 | MyNBA2K16                                                            | iOS                    | 2K Sports             |                         |
| 2015 | NHL SuperCard                                                        | Android                | 2K Sports             |                         |
| 2015 | NHL SuperCard                                                        | Fire OS                | 2K Sports             |                         |
| 2015 | NHL SuperCard                                                        | iOS                    | 2K Sports             |                         |
| 2015 | WWE SuperCard - Season 2                                             | Android                | 2K Sports             |                         |
| 2015 | WWE SuperCard - Season 2                                             | Fire OS                | 2K Sports             |                         |
| 2015 | WWE SuperCard - Season 2                                             | iOS                    | 2K Sports             |                         |
| 2016 | Carnival Games VR                                                    | HTC Vive               | 2K Play               |                         |
| 2016 | Carnival Games VR                                                    | Oculus Rift            | 2K Play               |                         |
| 2016 | Carnival Games VR                                                    | PlayStation VR         | 2K Play               |                         |
| 2016 | Mafia III: Rivals                                                    | Android                | 2K Games              |                         |
| 2016 | Mafia III: Rivals                                                    | iOS                    | 2K Games              |                         |
| 2016 | MyNBA2K17                                                            | Android                | 2K Sports             |                         |
| 2016 | MyNBA2K17                                                            | Fire OS                | 2K Sports             |                         |
| 2016 | MyNBA2K17                                                            | iOS                    | 2K Sports             |                         |
| 2016 | NHL SuperCard 2K17                                                   | Android                | 2K Sports             | Assisted Koolhaus Games |
| 2016 | NHL SuperCard 2K17                                                   | Fire OS                | 2K Sports             | Assisted Koolhaus Games |
| 2016 | NHL SuperCard 2K17                                                   | iOS                    | 2K Sports             | Assisted Koolhaus Games |
| 2016 | WWE SuperCard - Season 3                                             | Android                | 2K Sports             |                         |
| 2016 | WWE SuperCard - Season 3                                             | Fire OS                | 2K Sports             |                         |
| 2016 | WWE SuperCard - Season 3                                             | iOS                    | 2K Sports             |                         |
| 2017 | Carnival Games VR: Alley Adventure                                   | HTC Vive               | 2K Play               |                         |
| 2017 | Carnival Games VR: Alley Adventure                                   | Oculus Rift            | 2K Play               |                         |
| 2017 | Carnival Games VR: Alley Adventure                                   | PlayStation VR         | 2K Play               |                         |
| 2017 | Carnival Games VR: Alley Adventure                                   | Samsung Gear VR        | 2K Play               |                         |
| 2017 | MyNBA2K18                                                            | Android                | 2K Sports             |                         |
| 2017 | MyNBA2K18                                                            | iOS                    | 2K Sports             |                         |
| 2017 | NHL SuperCard 2K18                                                   | Android                | 2K Sports             | Assisted Koolhaus Games |
| 2017 | NHL SuperCard 2K18                                                   | iOS                    | 2K Sports             | Assisted Koolhaus Games |
| 2017 | WWE SuperCard - Season 4                                             | Android                | 2K Sports             |                         |
| 2017 | WWE SuperCard - Season 4                                             | Fire OS                | 2K Sports             |                         |
| 2017 | WWE SuperCard - Season 4                                             | iOS                    | 2K Sports             |                         |
| 2018 | MyNBA2K19                                                            | Android                | 2K Sports             | Assisted Koolhaus Games |
| 2018 | MyNBA2K19                                                            | iOS                    | 2K Sports             | Assisted Koolhaus Games |
| 2018 | NBA 2K Mobile                                                        |                        | 2K Sports             |                         |
| 2018 | WWE SuperCard - Season 5                                             | Android                | 2K Sports             |                         |
| 2018 | WWE SuperCard - Season 5                                             | Fire OS                | 2K Sports             |                         |
| 2018 | WWE SuperCard - Season 5                                             | iOS                    | 2K Sports             |                         |
| 2019 | MyNBA2K20                                                            | Android                | 2K Sports             | Assisted Koolhaus Games |
| 2019 | MyNBA2K20                                                            | iOS                    | 2K Sports             | Assisted Koolhaus Games |
| 2019 | NBA 2K Mobile                                                        | Android                | 2K Sports             |                         |
| 2019 | NBA 2K Mobile - Season 2                                             | Android                | 2K Sports             |                         |
| 2019 | NBA 2K Mobile - Season 2                                             | iOS                    | 2K Sports             |                         |
| 2019 | WWE SuperCard - Season 6                                             | Android                | 2K Sports             |                         |
| 2019 | WWE SuperCard - Season 6                                             | iOS                    | 2K Sports             |                         |
| 2020 | MyNBA2K21                                                            | Android                | 2K Sports             | Assisted Koolhaus Games |
| 2020 | MyNBA2K21                                                            | iOS                    | 2K Sports             | Assisted Koolhaus Games |
| 2020 | NBA 2K Mobile - Season 3                                             | Android                | 2K Sports             |                         |
| 2020 | NBA 2K Mobile - Season 3                                             | iOS                    | 2K Sports             |                         |
| 2020 | NBA SuperCard                                                        | Android                | 2K Sports             | Assisted Koolhaus Games |
| 2020 | NBA SuperCard                                                        | iOS                    | 2K Sports             | Assisted Koolhaus Games |
| 2020 | WWE SuperCard - Season 7                                             | Amazon Appstore        | 2K Sports             |                         |
| 2020 | WWE SuperCard - Season 7                                             | Android                | 2K Sports             |                         |
| 2020 | WWE SuperCard - Season 7                                             | Facebook Gaming        | 2K Sports             |                         |
| 2020 | WWE SuperCard - Season 7                                             | iOS                    | 2K Sports             |                         |
| 2021 | MyNBA2K22                                                            | Android                | 2K Sports             | Assisted Koolhaus Games |
| 2021 | MyNBA2K22                                                            | iOS                    | 2K Sports             | Assisted Koolhaus Games |
| 2021 | NBA 2K Mobile - Season 4                                             | Android                | 2K Sports             |                         |
| 2021 | NBA 2K Mobile - Season 4                                             | iOS                    | 2K Sports             |                         |
| 2021 | NBA SuperCard - Season 2                                             | Android                | 2K Sports             | Assisted Koolhaus Games |
| 2021 | NBA SuperCard - Season 2                                             | iOS                    | 2K Sports             | Assisted Koolhaus Games |
| 2021 | WWE SuperCard - Season 8                                             | Amazon Appstore        | 2K Sports             |                         |
| 2021 | WWE SuperCard - Season 8                                             | Android                | 2K Sports             |                         |
| 2021 | WWE SuperCard - Season 8                                             | Facebook Gaming        | 2K Sports             |                         |
| 2021 | WWE SuperCard - Season 8                                             | iOS                    | 2K Sports             |                         |